# Бубањ поток
Бубањ поток је приградско насеље у Београду. Налази се у општини Вождовац.

## Локација
Бубањ поток се налази на ауто-путу Београд—Ниш, у долини реке Болечица, где се многи мањи потоци уливају у Болечицу: Бубањ поток, Завојничка река, Врановац, итд.

## Карактеристике
Бубањ поток је добио име по потоку Бубањ. У насељу нема кућа, а ни стамбених зграда. Налази се на раскрсници ауто-пута и Кружног пута, главног пута који повезује насеља на јужној периферији Београда. Најважнији објекти у насељу обухватају:
- Највеће београдско отворено тржиште аутомобила ауто-пијаца „Бубањ поток” (ауто-пијаца).
- Ресторан „Бубањ поток”, ресторан са великим паркингом за камионе.
- За време 1999. НАТО бомбардовања, порушена је војна касарна и огроман комплекс касарне за обуку и стрелиште „Бубањ поток”.[1]
- Главна петља на ауто-путу — Кружни пут, раскрсница ће бити проширена када обилазница око Београда буде завршена
- У марту 2007, српски министар правде Зоран Стојковић изјавио је да ће београдски Централни затвор бити премештен из центра Београда на новим, модерним објектима који се граде на Бубањ потоку.
- У августу 2017. у Бубањ потоку је отворена прва Икеа у Србији.